# 希尔林根
希尔林根是德国巴登-符腾堡州的一个市镇。总面积12.82平方公里，总人口2939人，其中男性1481人，女性1458人（2011年12月31日），人口密度229人/平方公里。